# Carl Friderichsen (sagfører)
 Der er flere personer med dette navn, se Carl Friderichsen.
Carl Mathias Friderichsen (12. september 1858 i Toftlund – 6. februar 1943) var en dansk overretssagfører, far til Arkitekt Knud Friderichsen og Viggo Friderichsen.
Han var søn af borgmester Rasmus Severin Friderichsen og hustru Charlotte Sophie Friis, blev 1876 student fra Herlufsholm, 1882 cand.jur. og samme år fuldmægtig hos højesteretsadvokat Arthur Hindenburg og højesteretssagfører Frederik Asmussen. 1885 blev Friderichsen overretssagfører og praktiserede i København. Han blev 1889 landstingssekretær efter Charles Shaw og var fra 1921 til 1932 chef for Rigsdagens Bureau 
Han var tillige 1905-19 revisor i Den danske Sagførerforening, regnskabsfører for De Spannjerske Legater til 1919, derefter medbestyrer, samt forretningsfører for de fire Raben-Levetzau-Bornemannske Familiefideicommisser. 1908-12 medlem af Gentofte Sogneråd. Han blev 1900 Ridder af Dannebrogordenen, 1921 Dannebrogsmand og 1929 Kommandør af 2. grad.
Friderichsen blev gift 24. maj 1887 med Julie Frederikke Kirstine Salicath (10. august 1862 i Haderslev - 23. april 1927 i Klampenborg), datter af etatsråd, borgmester Carl Salicath og hustru Judithe Elise Ulrikke Marckmann.